# بيتر مولنار
بيتر مولنار هو لاعب كرة قدم سلوفاكي في مركز حراسة المرمى، ولد في 14 ديسمبر 1983 في كومارنو في سلوفاكيا. لعب مع غيور تورنا أوزتالي.

## وصلات خارجية
- بيتر مولنار على موقع قاعدة بيانات كرة القدم.إي يو (الإنجليزية)
- بيتر مولنار على موقع Soccerway.com (الإنجليزية)